# Peter Holm
För andra betydelser, se Peter Holm (olika betydelser).
Peter Gustaf Carl Sjöholm, känd under artistnamnet Peter Holm, född 16 juni 1947 i Sankt Görans församling i Stockholm, är en svensk före detta popsångare som var verksam under 1960- och 1970-talen. 
Han gjorde sig bland annat känd för låten Monia och Syster Jane, som var en svensk version av Sister Jane, en hit med den australiska gruppen New World. Mest utmärkande var hans falsettsång, inte minst i både franska och svenska versionen av "Monia".
Han är son till företagsledaren Gunnar Sjöholm och Greta, ogift Bråland, samt dottersons son till Aleph Anrep. Mellan 1985 och 1987 var han gift med skådespelaren Joan Collins.